# Колонія (поселення)

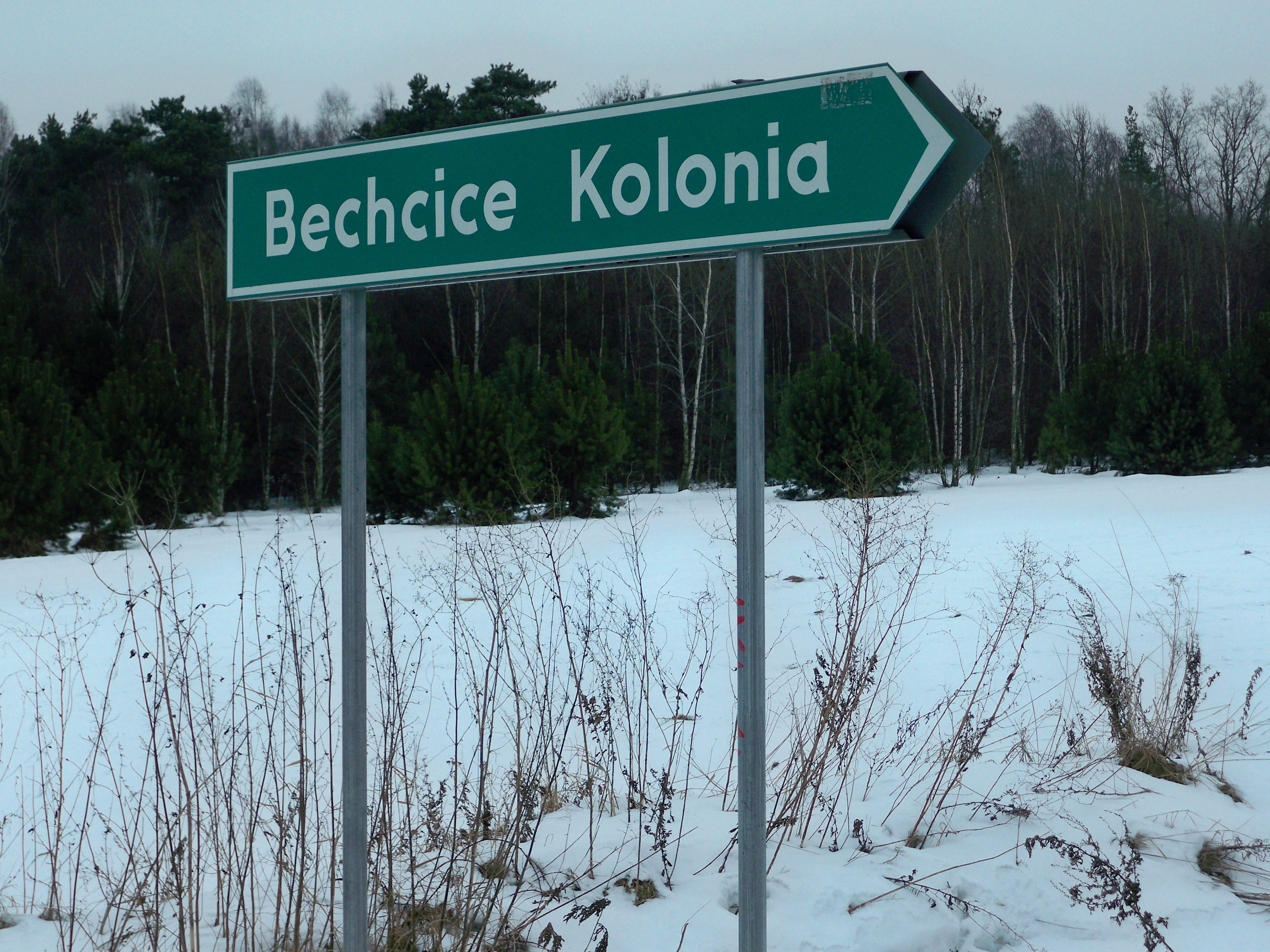
Колонія

Колонія (пол. Kolonia) — вид поселення у Польщі, Російській імперії та Українській РСР.

## Польща
Виникає внаслідок поширення забудови населеного пункту на територію, віддалену від основної частини існуючої до того забудови населеного пункту, найчастіше міста або села. У Вармії, Мазурах та Помор'ї, замість терміна «колонія», застосовується термін «вибудова» (пол. wybudowanie), який найчастіше використовується для позначення віддалених частин сільських населених пунктів.
Згідно з прикладною схемою класифікації населених пунктів, вулиць та адрес, яка вступила в силу 21 липня 2021 року, згідно з розпорядженням міністерства розвитку, праці й технологій, колонія може зараховуватися до виду населених пунктів.

## Російська імперія та УРСР
На українських землях, що входили до складу Російської імперії та Української РСР, колонією називали окреме компактне поселення переселенців з іншої країни або області, відповідно їх мешканців — колоністами. Кожна колонія мала власне самоврядування та адміністрацію з числа своїх жителів. Колоністи жили відособлено, зберігаючи власну мову і традиції, займалися сільським господарством, торгівлею, промислами, ремеслом, фабрично-заводським підприємництвом.
Колоністи могли займати вулицю чи куток села або ціле поселення. Тоді, відповідно, назва колонія поширювалася на вулицю, куток, або ж весь населений пункт. Як означення типу поселення, колонія використовується в джерелах XIX-го та першої половини XX століть.